# Wilhelm Bühler
Wilhelm Bühler (* 22. Mai 1926 in Ulm; † 1. Juni 2006) war ein baden-württembergischer Politiker und Landrat des Alb-Donau-Kreises.

## Ausbildung und Beruf
Wilhelm Bühler besuchte von 1937 bis 1946 die Kepler-Oberschule in Ulm. Von 1946 bis 1950 studierte er Rechtswissenschaften in Tübingen und Dillingen. 1953 wurde er in Tübingen promoviert. Von 1954 bis 1956 war er Regierungsassessor bei den Landratsämtern in Göppingen und Ulm. 1957 wurde er Regierungsrat und 1965 Oberregierungsrat. 1965 wurde er Erster Landesbeamter beim Landratsamt Esslingen; 1967 erfolgte die Beförderung zum Regierungsdirektor. 
Von 1967 bis 1972 war Wilhelm Bühler Landrat des Landkreises Ulm und von 1973 bis 1989 Landrat des aus der Kreisreform hervorgegangenen Alb-Donau-Kreises. Von 1981 bis 1989 war er Präsident des Landkreistags Baden-Württemberg und von 1985 bis 1988 Vizepräsident des Deutschen Landkreistags. 
Von 1967 bis 1983 war er Kreisvorsitzender des DRK in Ulm und von 1975 bis 1982 Vizepräsident des Landesverbandes Baden-Württemberg des DRK.

## Ehrungen und Auszeichnungen
Wilhelm Bühler war seit 1981 Träger des Bundesverdienstkreuzes an Bande. 1986 erhielt er das Bundesverdienstkreuz I. Klasse und am 13. März 1989 das Große Verdienstkreuz der Bundesrepublik Deutschland. Ebenfalls 1989 wurde er mit der Verdienstmedaille des Landkreistages Baden-Württemberg geehrt, 1992 erhielt er die Medaille der Universität Ulm.